# Peperomia hypoleuca
Peperomia hypoleuca är en pepparväxtart som beskrevs av Friedrich Anton Wilhelm Miquel. Peperomia hypoleuca ingår i släktet peperomior, och familjen pepparväxter. Inga underarter finns listade i Catalogue of Life.